# المجلس الوطني للثقافة والفنون والآداب
أنشئ المجلس الوطني للثقافة والفنون والآداب بمرسوم أميري صدر بتاريخ 17 يوليو 1973 لتأخذ الدولة على عاتقها الدور الرئيسي في عملية التنمية الفكرية والثقافية والفنية ضمن رؤية واضحة تعمل على رعاية الثقافة والفنون والنهوض بها وإفساح المجال أمام الاتصال والتواصل مع الثقافة العربية والعالمية. والمجلـس الـوطني هو هيئة مستقـلة تابعة للدولة، تعمـل على تهـيئة المنـاخ المـناسب للابداع الثقافي والفني وتنمية النشاطات الثقافية على أوسع نطاق، ويتمتع المجلس باستقلال مالي وإداري ومسؤوليات ثقافية واسعة تجعله عملياً أقرب إلى وزارات الثقافة في الدول الأخرى. وتمثل الامانة العامة للمجلس الاداة التنفيذية المسؤولة عن تطبيق سياسته وخططه ومشاريعه على الساحتين العربية والخارجية. ويشرف الأمين العام للمجلس على أجهزة المجلس ويضع أنظمتها ويدير شؤونها الفنية والادارية والمالية. ويرأس المجلس الوطني للثقافة والفنون والآداب وزير الإعلام ويضم في عضويته ممثلين عن بعـض الجـهات الحكومية وشخصيات أدبية وثقافية وفنية.

## المهام
حددت المادة الثالثة من المرسوم مهام المجلس بالتالي:
- مسح الواقع الثقافي، وجمع البيانات عن مجهودات الهيئات المختلفة فيما يتعلق بأوجه النشاط.
- إجراء دراسات دورية مستفضية حول الجهد المبذول من أجل نمو الثقافة وازدهارها وتقدم الاداب.
- إصدار المؤلفات والمعاجم والفهارس وتجميع الوثائق والإسهام في نشر الإنتاج الفكري الجيد المبتكر والمترجم والاهتمام بالتبادل الثقافي والمشاركة في المعارض والمؤتمرات والمهرجانات والندوات الثقافية والفنية.
- إنشاء جوائز تمنح لاحسن إنتاج محلي في الثقافة والفنون والآداب.[2]

### المهام العامة
- حفظ وتوثيق التراث الشعبي والتراث العربي.
- تشجيع الاهتمام بالقراءة والكتابة.
- دعم ورعاية الابداع الفكري والثقافي المحلي.
- دعم ورعاية الابداع الفني والموسيقي المحلي.
- نشر الثقافة العامة من خلال إصدارات المجلس المتنوعة.

## أهداف المجلس
حددت المادة الثانية من مرسوم إنشاء المجلس أهدافه على النحو التالي:
العناية بشؤون الثقافة والفنون والآداب، حيث يتحمل المجلس أعباء تنمية وتطوير الإنتاج الفكري وإغنائه وتوفير المناخ المناسب للإنتاج الفني والأدبي ويقـوم باختيار الوسائل لنـشر الثقـافة والفنون الجميلة ونشـرها وتـذوقها، ويعـمل على تمتين الروابط مع الهيئات الثقافية العربية والاجنبية ويضـع خطـة ثقـافية تسـتند إلى الدراسات الموضوعية لاحتياجات البلاد.

## لجان المجلس

### اللجان الاستشارية
تضم اللجان الاستشارية المتخصصة للمجلس الوطني للثقافة والفنون والآداب، نخبة من الأكاديميين والمتخصصين، وأصحاب الخبرة والاهتمام بالعمل الثقافي والفكري، من الكويتيين ومعظمهم من غير العاملين بالمجلس وتواصل هذه اللجان تقديم الدعم والمشورة، إضافة إلى اقتراح ورسم الخطوط العامة لبرامج المجلس في مختلف المجالات، ومن هذه اللجان (لجنة الفنون التشكيلية – لجنة اللجنة العليا لجائزة الدولة التشجيعية والتقديرية)، كما يدعم عمل المجلس مجموعة من اللجان المتخصصة المؤقتة مثل (اللجنة العليا لمهرجان القرين الثقافي – اللجنة العليا لمعرض الكتاب – اللجنة العليا لمهرجان الكويت المسرحي).

## الأنشطة الدورية للمجلس

شعار معرض الكتاب.

للمجلس الوطني للثقافة والفنون والآداب أنشطة دورية متنوعة طوال العام ينظمها المجلس مثل:
- معرض الكويت الدولي للكتاب.[3]
- مهرجان القرين الثقافي
- المهرجان الثقافي للاطفال والناشئة
- مهرجان الكويت المسرحي
- مهرجان الموسيقى الدولي
- مهرجان أجيال المستقبل
- مهرجان الناشئة
- مهرجان صيفي ثقافي
- إقامة أسابيع ثقافية كويتية خارج الكويت
- استقبال اسابيع ثقافية عربية وعالمية داخل الكويت
- المعرض الشامل للفنانين التشكيليين

### أنشطة المجلس
يقـوم المجلس إضافة إلى أنشطته الدورية السالف ذكرها، بإصدار مجموعة متميزة من السلاسل والدوريات الثقافية العربية مثل:
- جريدة الفنون
- سلسلة كتاب عالم المعرفة وهي واحدة من أهم السلاسل الثقافية العربية
- مجلة «عالم الفكر» وهي فصيلة تخاطب الدوائر الثقافية والاكاديمية وتهتم بنشر الدراسات والبحوث الثقافية والعلـمية رفيعة المستوى
- مجـلة «الثقافة العالمية» التي تصدر كل شهرين وتقـدم للقارئ العربي مختـارات مترجمة من أحدث ما ينشر في الدوريات الأجنبية
- سلسلة (إبداعات عالمية) و (سلـسلة من المسرح العالمي) التي تصدر مرة كل شهرين، تهـتم بالنصوص الابداعية المترجمة والمؤلفة.

هذه إلى جانب السلسلة التراثية، وإصدارات مهمة أخرى ليست دورية، من أنشـطته أيضـا أنه يتولى تنـظيم الاسـابيع الثقافية الكويتية في الخارج ويستقبل الاسابيع الثقـافية العـربية والأجنبية في الكويت. ويقوم المجلس الوطني للثقافة والفنون والآداب مقام وزارات الثقـافة في الـدول الأخـرى.

## المشاريع المستقبلية للمجلس الوطني

### المشــاريع الإنشــائية
- مشروع المكتبة الوطنية والعمل على تجهيزها باحدث المقتنيات المعاصرة حتى تستطيع ان تؤدي خدماتها البحثية والمعلوماتية الآلية بشكل يواكب المكتبات العالمية.
- مشروع إعادة تاهيل متحف الكويت الوطني.
- مشروع بناء مراكز ثقافية في المحافظات الستة، ومشروع إنشاء دار أوبرا في محافظة العاصمة.
- مشروع إنشاء مسرح السالمية.
- مشروع التنقيبات الأثرية.[2]

### المشـاريع الثقافية
- مشروع تأسيس فرق وطنية للمسرح.
- مشروع تطوير وتنويع مختلف الانشطة الثقافية والفنية والتراثية محلياً والاهتمام بالابداعات الكويتية والمبدعين وتوفير الحوافز والجوائز لهم.
- مشروع تطوير العمل الثقافي والفني وآليات التواصل مع الدول الشقيقة والصديقة والمنظمات الإقليمية والعربية والعالمية ذات العلاقة.
- مشروع تشجيع الأعمال الثقافية والفنية الهادفة إلى الارتقاء بثقافة الطفل.
- مشروع النشر الإلكتروني.

على أن مشروع المجلس الوطني الأهم الذي يعمل لأجله دائماً إنما هو بناء الإنسان بوصفه صانع الحضارة ووجهها الأكثر عطاءً وإشراقاً.

## وصلات خارجية
موقع المجلس الوطني للثقافة والفنون والأداب